# Krematorij
Krematorij (prema latinskom: crematio: spaljivanje) zgrada je s postrojenjem za spaljivanje pokojnika. U zgradi se nalazi i dvorana za pogrebne svečanosti. Spaljivanje (kremacija) obavlja se u posebnoj prostoriji, različitim postupcima, obično u pećima, gdje se pokojnikovo tijelo pretvara u pepeo izlaganjem vrućem zraku od 600 do 1000 °C. Pepeo se skuplja u urne i prenosi u posebne male grobnice. Spaljivanje traje 60 do 120 minuta (masa pepela ljudskoga tijela kreće se između 3 i 4% od ukupne tjelesne mase i iznosi prosječno oko 2,5 kg). Spaljivanje pokojnika (incineracija) mlađi je način pokopa od ukopa (inhumacija), ali se obavljalo već u prapovijesti.

## Povijest
Tijekom srednjega vijeka i ranoga modernog doba spaljivanje se obavljalo zbog sanitarnih razloga (npr. za velikih epidemija). Začetci modernoga pokreta za kremaciju javili su se potkraj 18. stoljeća, a prvi zakon koji ju je pravno izjednačio s ukopom donio je Napoleon I. Bonaparte 1800. godine. Kremaciju su zagovarali liberalno orijentirani krugovi, jer su se protivili prevladavajućim kršćanskim i židovskim vjerskim običajima, a i zbog higijensko-sanitarnih razloga. Od 1870-ih pokret za kremaciju razvijao se iz Italije i Engleske, iz koje se proširio i u Sjedinjene Američke Države, a podupirali su ga i liberalni njemački liječnici, posebice nakon što je na svjetskom kongresu liječnika u Firenci prihvaćena rezolucija o spaljivanju mrtvih „u ime općeg zdravlja i civilizacije”. Načela suvremene kremacije formulirao je njemački liječnik Friedrich Küchenmeister, a prvi krematorij u svijetu podignut je 1876. godine u Milanu pa su se od tada krematoriji proširili diljem Europe. Nacistička Njemačka koristila je krematorije tijekom holokausta. U tim krematorijima masovno su bili spaljivani pobijeni Židovi i drugi zatočenici u nacističkim logorima.

## Krematoriji u Hrvatskoj
Početci kremacijskoga pokreta u Hrvatskoj vezani su uz djelovanje rovinjskoga liječnika Lodovica Brunettija tijekom 1870-ih. U Zagrebu je 1928. godine postojao projekt podizanja krematorija, ali do realizacije nije došlo zbog financijskih razloga. Prvi krematorij u Hrvatskoj je Gaj urni – Krematorij,  podignut je na zagrebačkom groblju Mirogoj (1981. – 1985.) prema projektu Marijana Hržića, Davora Mancea i Zvonimira Krznarića. Godine 2021. u Osijeku je podignut krematorij.

## Vanjske poveznice
- Gaj urni – Krematorij, Gradska groblja Zagreb